# جزيرة سانتا كاتالينا (سبتة)
سانتا كاتالينا هي جزيرة صغيرة تقع قبالة الساحل الشمالي لشبه جزيرة ألمينة في سبتة.

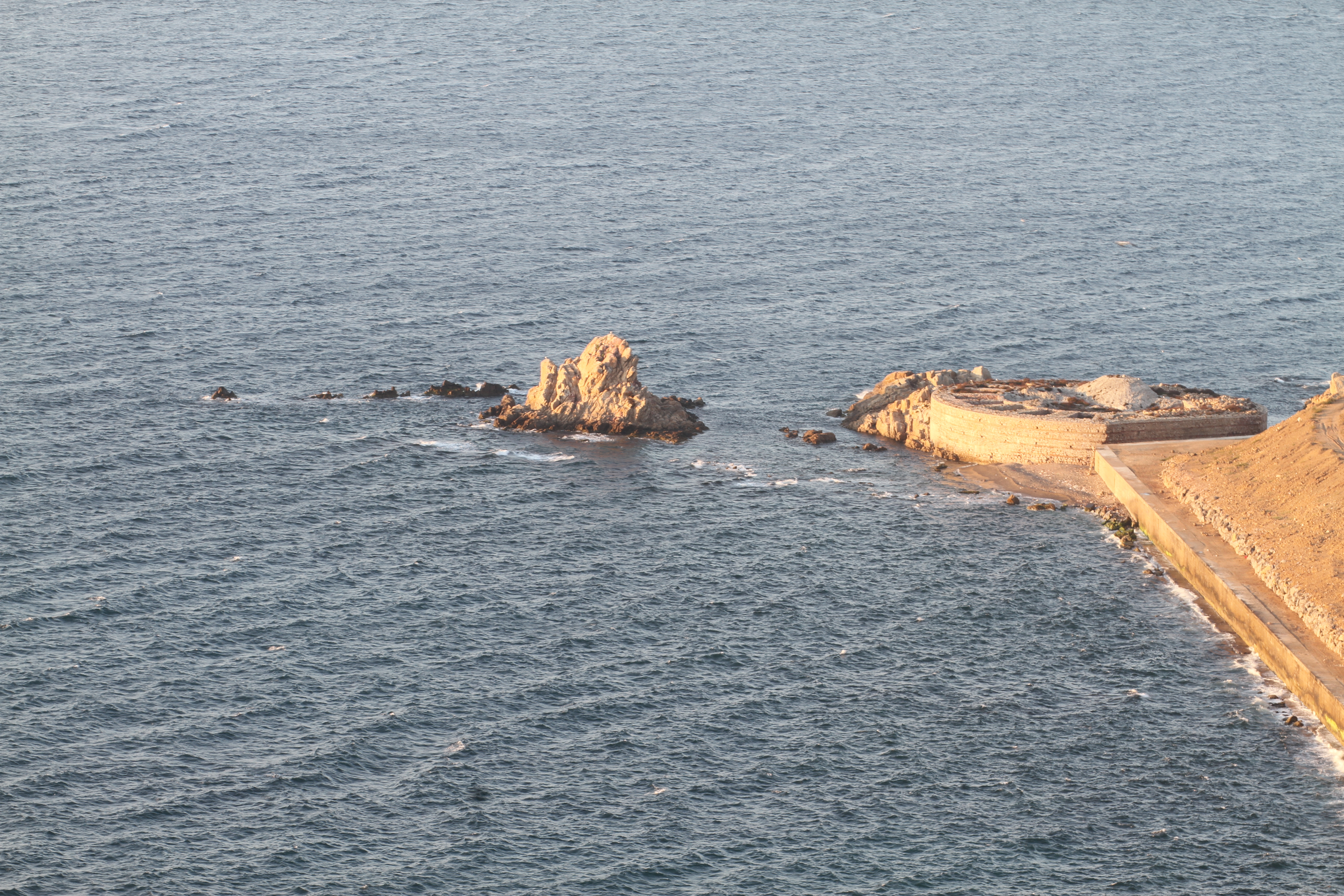
جزيرة سانتا كاتالينا